# Gaseller
Gaseller (Gazella) är ett släkte i familjen slidhornsdjur.

## Utseende
Gaseller är spensliga och långbeniga djur. Kroppens längd ligger mellan 85 och 170 cm. Sedan tillkommer en 15 till 30 cm lång svans. Mankhöjden ligger mellan 50 och 110 cm och vikten mellan 12 och 85 kg. Pälsen har på ryggen och på kroppens sidor en gulgrå till brun färg och buken är oftast vitaktig. Hos många arter finns en horisontellt svartaktig streck på varje kroppssida. Över denna linje kan det finnas en linje som är ljusare än pälsen på ryggens topp.
Vanligtvis finns horn hos bägge kön men honornas horn är kortare. Bara hos arten Gazella subgutturosa har endast hanar horn. Hornen är i genomsnitt 25 till 35 cm långa. Hos vissa individer blir hornen upp till 76 cm långa.

## Utbredning
De här djuren är vanligast i Afrika (utom Madagaskar) och finns också i Asien ända fram till norra Indien och nordöstra Kina (till exempel Gazella subgutturosa). Deras habitat är savanner, öppna buskskogar och ibland även öken- och halvökenområden. Arterna vistas i låglandet och i bergstrakter upp till 5750 meter över havet.

## Levnadssätt
Gaseller är kända som snabba djur. De kan nå en toppfart på 80 km/tim och hålla en hastighet av 50 km/tim under längre tider.
Gaseller av honkön lever med sina ungar i hjordar av tio till trettio individer. Hjordar med honor vandrar genom ett område som hos Grantgasell är cirka 300 km² stort. Ibland går antalet djur i en hjord upp till flera hundra individer. Gaseller av hankön tillbringar sina första år i ungkarlsflockar med andra hanar eller ensam. Sedan kontrollerar varje hane ett eget territorium med alla honor som finns där och försvarar området mot andra hanar.
Födans sammansättning varierar beroende på art. Några arter som Thomsongasell äter främst gräs och andra arter som Grantgasell äter huvudsakligen blad.
Hos de flesta gasellerna kan honor para sig hela året men ibland är fortplantningen kopplad till regntiden. Dräktigheten varar 156 till 224 dagar och sedan föds oftast en enda unge. Honor av edmigasell och krävgasell föder ofta tvillingar. Beroende på arten väger ungen vid födelsen 1,2 till 3,0 kg. Den diar sin mor cirka två månader. Gaseller av honkön blir könsmogna vid slutet av första levnadsåret. Några honor får sin första unge först vid mitten av andra levnadsåret. Hanar är efter tre år tillräckligt stora för att etablera egna revir där de kan para sig med honorna. Med människans vård kan gaseller leva lite över 18 år. Livslängden i naturen är vanligen 10 till 12 år.

## Systematik
Det finns olika uppfattningar om det rätta antalet arter i släktet. Några zoologer delar alla 16 gaseller som tidigare ingick i släktet Gazella in i tre släkten (Gazella, Eudorcas och Nanger). De visas här som undersläkten.
- undersläkte Eudorcas
  - Rödpannad gasell G. rufifrons, klassas ibland som underart till Thomsongasell.
  - †Rödgasell G. rufina
  - Thomsongasell G. thomsonii
- undersläkte Gazella
  - †G. arabica
  - G. bennettii, lever i Iran, Indien och Pakistan.
  - †G. bilkis
  - Edmigasell G. cuvieri, förekommer i Atlasbergen.
  - Dorkasgasell G. dorcas
  - Arabisk gasell G. gazella
  - Sandgasell G. leptoceros, hotat art som förekommer i Saharan.
  - Gazella marica, främst Arabiska halvön.
  - G. saudiya, på Arabiska halvön, troligtvis utdöd.
  - Spekes gasell G. spekei, förekommer i Somalia.
  - Krävgasell G. subgutturosa
- undersläkte Nanger
  - Damagasell G. dama
  - Grantgasell G. granti
  - Soemmerings gasell G. soemmerringii